# Vararia
Vararia là một chi nấm thuộc họ Lachnocladiaceae. Chi có 54 loài phân bố rộng khắp.